# 凉皮

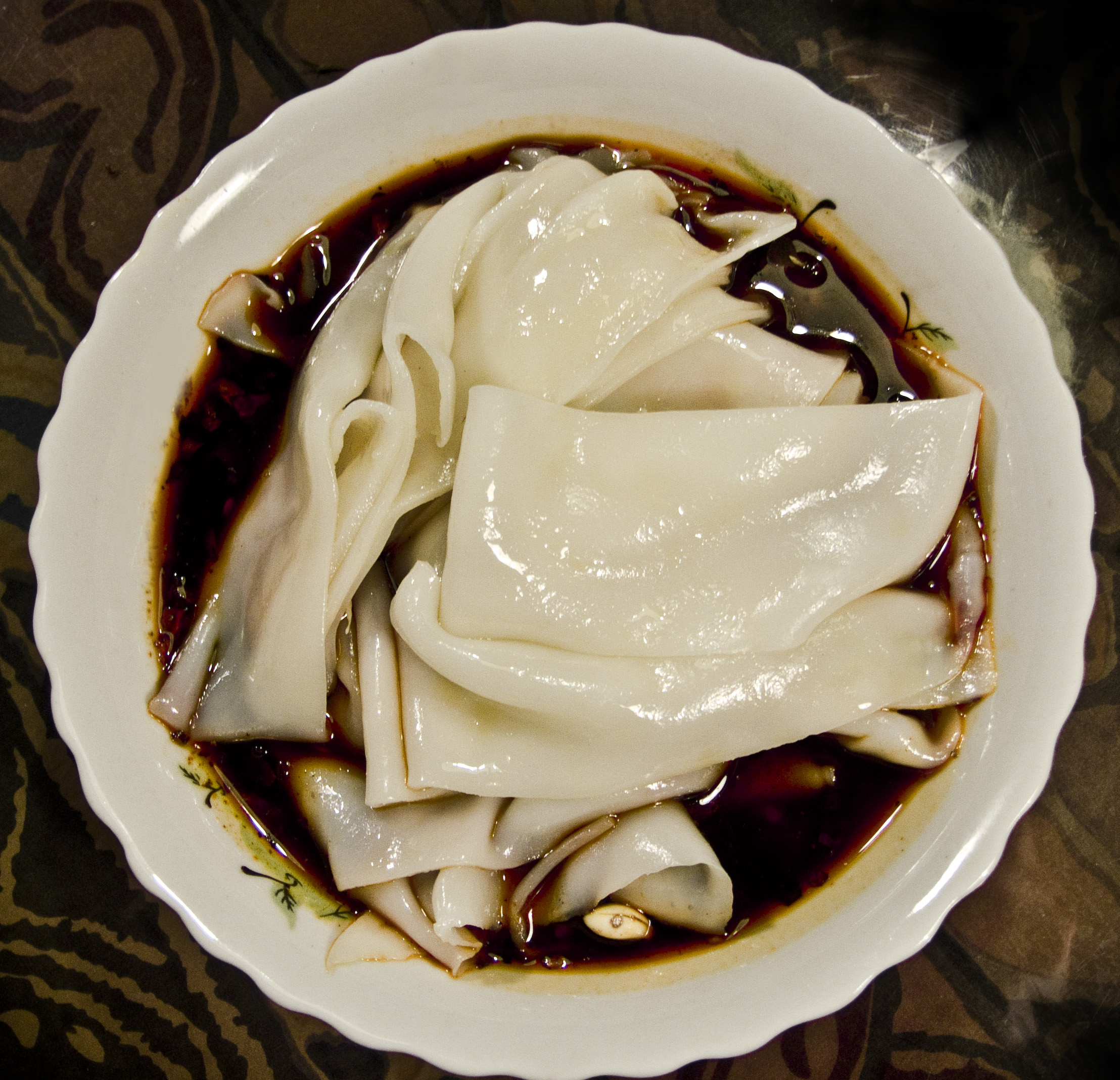
陕西凉皮的代表之一——汉中面皮

凉皮又称皮子、酿皮子、麵皮、擀面皮、米皮、酿皮，是中国西部以及中国北方众多地区的小吃，起源于陕西关中地区，被许多人认为是陕西小吃中最受欢迎的品种。
凉皮据说源于秦始皇时期，距今已有两千多年历史。也有說法是从唐代“冷淘麵”演变而来，以“白、薄、光、软、酿、香”而闻名。凉皮一年四季都可以吃到，因为“凉”，所以在夏天吃的人更多。

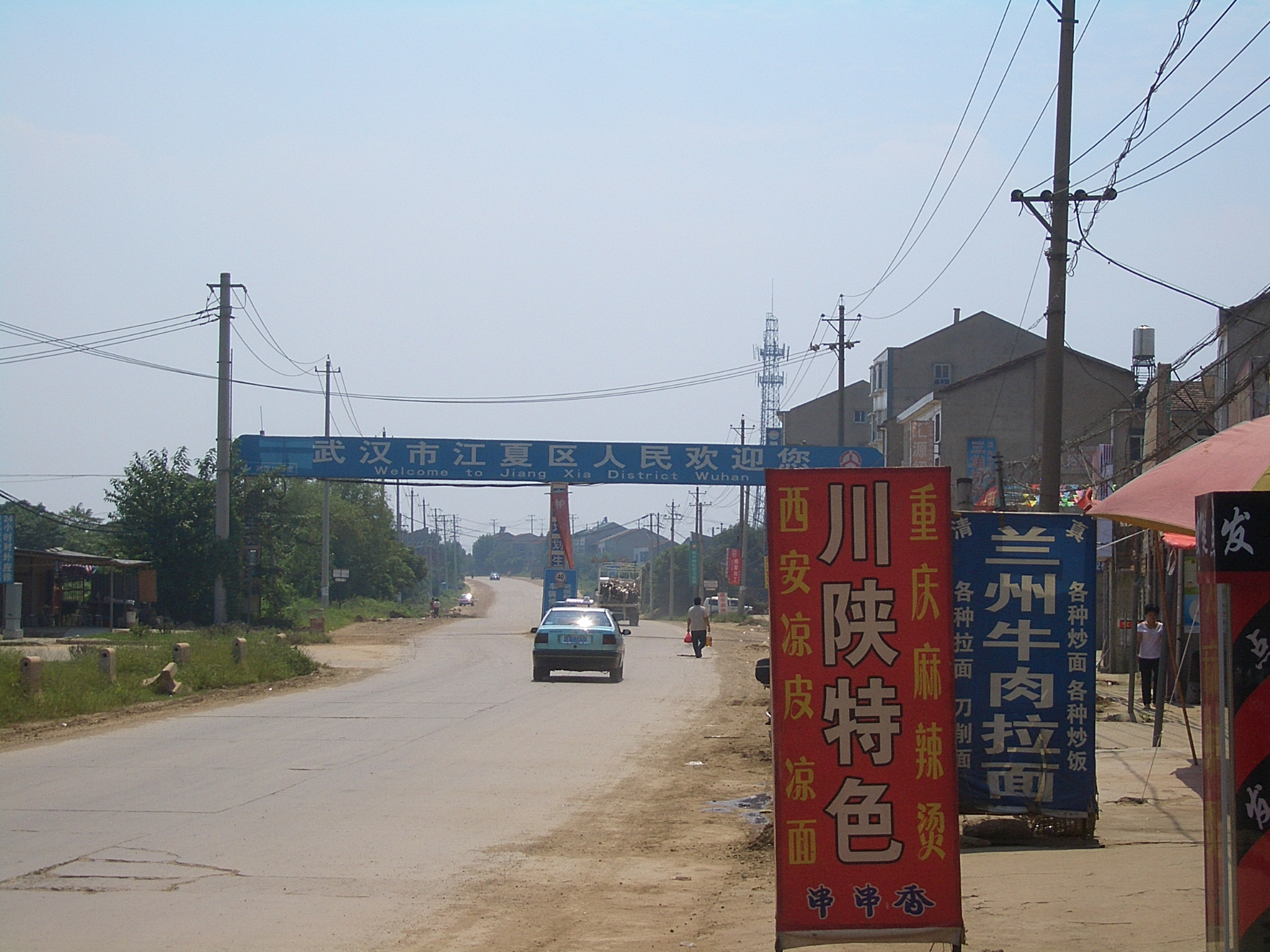
快餐式的涼皮店

凉皮因原料、制作方法、地域不同，有热米（麵）皮、擀面皮、烙面皮、酿皮等。口味有麻辣，酸甜，香辣等各种口味。从制作方法上可大体分为：蒸麵皮、擀麵皮和烙麵皮。蒸麵皮的主要制作方法是由面粉（将面筋洗出）或米粉加水均匀搅拌製成糊状，盛入圆形平底的金属容器，摇摆凉皮容器使麵/米糊平展得铺在容器底，然后放入开水锅或蒸笼内蒸製（蒸熟后的圆形整张皮子大约0.5厘米厚，直径近1米）。随后把凉皮过凉水冷却，用近1米长、20余厘米宽的大铡刀切成宽0.5厘米至2厘米的长条（根据製作材料不同，颜色有稍许不同），调拌时可根据不同风味加入盐、醋、芝麻酱、辣椒油、麵筋、黄瓜丝、豆芽、蒜汁和时令蔬菜等。
現在凉皮是北京等大城市的街头快餐之一。

## 皮子种类

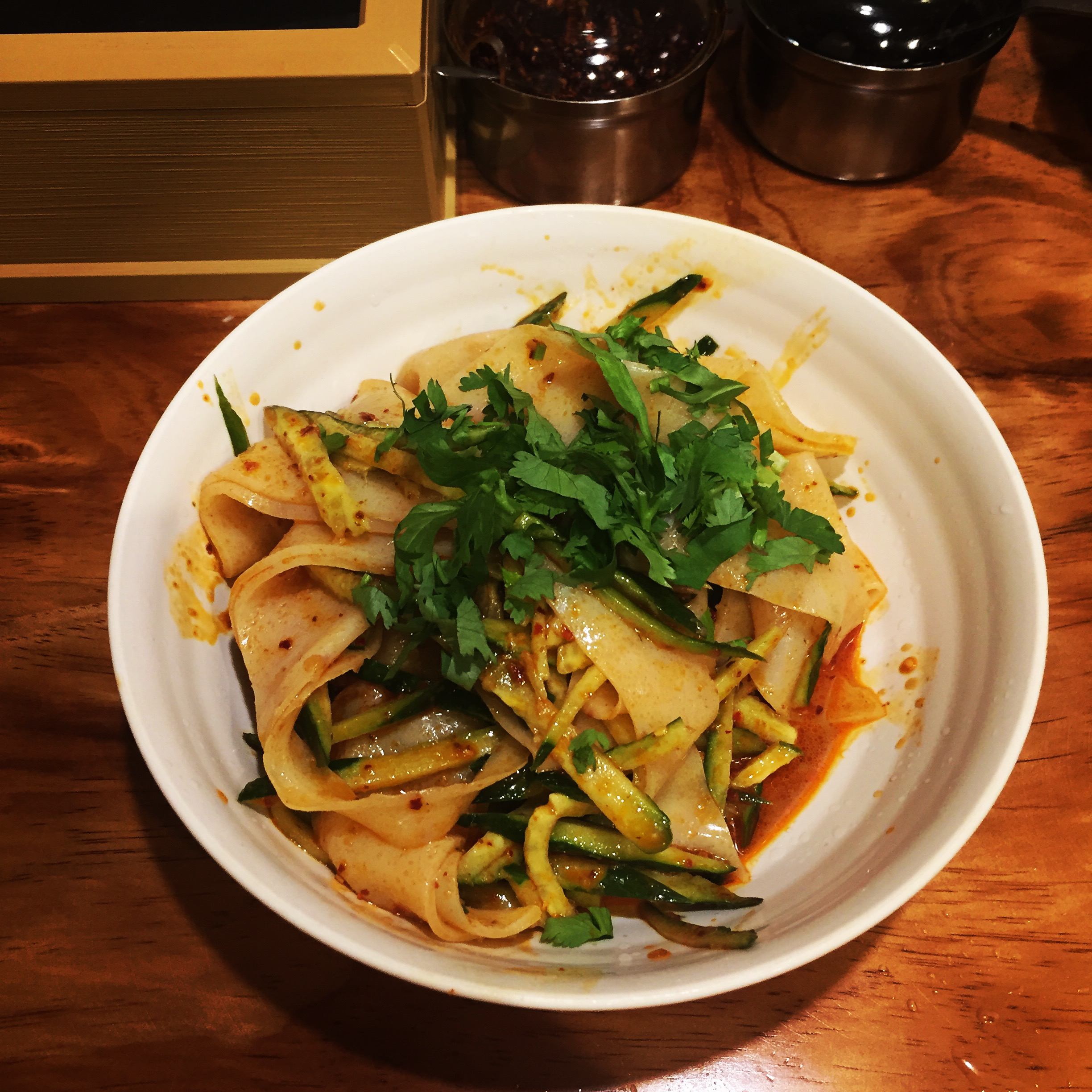
麻酱凉皮。东京新宿

从吃法上分为凉皮和热皮。从原料上分为米皮（大米）和麵皮（小麦）。
再次从口味及配料上可分为：

### 面筋凉皮
盛行于关中地区，以面筋为主要辅料。调制时，须加入面筋块、时令蔬菜；调味品有醋、酱、蒜汁、味精、盐、辣油、香油等。

### 麻酱凉皮
以芝麻酱做调拌而得名，为清真食品。调制时一般加辅料为黄瓜丝，并调入盐、醋、酱、芝麻酱、粗辣椒油（有辣椒粒）等。

### 濮阳凉皮
以一机厂凉皮为代表，有调凉皮和裹凉皮两种，加入辅料黄瓜丝和面筋，调味品有醋、酱、芝麻酱、盐等。

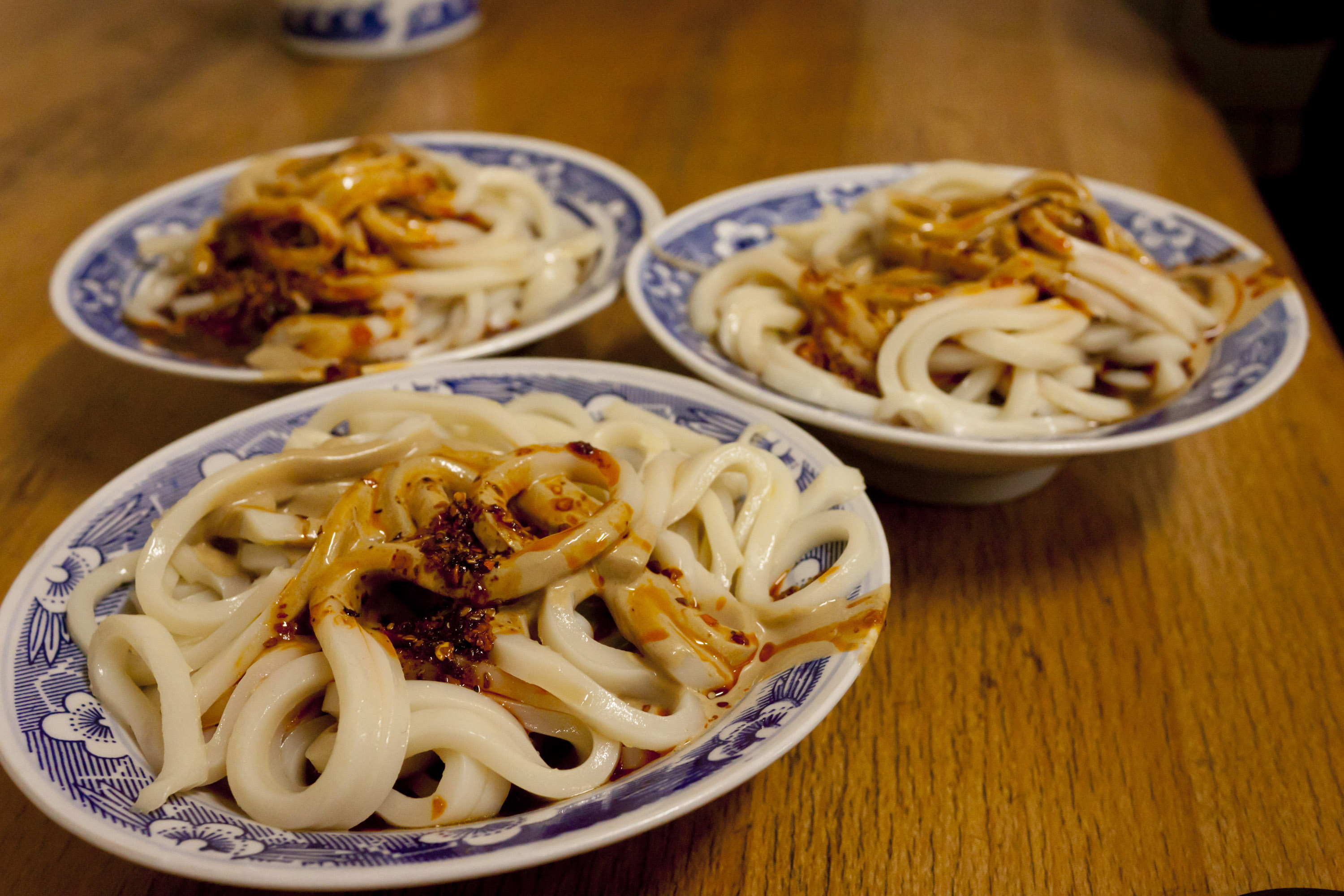
三碗麻酱凉皮

### 秦镇凉皮
因产于户县的秦镇，又以大米粉为原料製成，也叫秦镇米皮。制作时把米粉加水搅拌为糊状，平铺在多层竹蒸笼内，旺火蒸熟，切细。调制时加入辅料青菜、小豆芽等；调入佐料较少，重点为辣椒油（制作较为讲究，辣椒麵加入花椒、茴香等大料小火反复在上等油中熬制，无辣椒粒）。调好的凉皮呈红色，辣且香。 2007年5月，秦镇米皮制作技艺被列入陕西省第一批非物质文化遗产名录。

### 汉中麵皮
因产于汉中地区而得名。面皮是当地的习惯称呼，实际是由大米制成而非面粉。由于加工时用小石磨加水将米磨製成米粉浆，又叫水磨面皮。制作时将磨制成的米粉浆平铺於竹蒸笼上蒸制。加入调料，主要是蒜汁、辣椒油，口味则是酸辣之中透着蒜香。

### 岐山擀麵皮

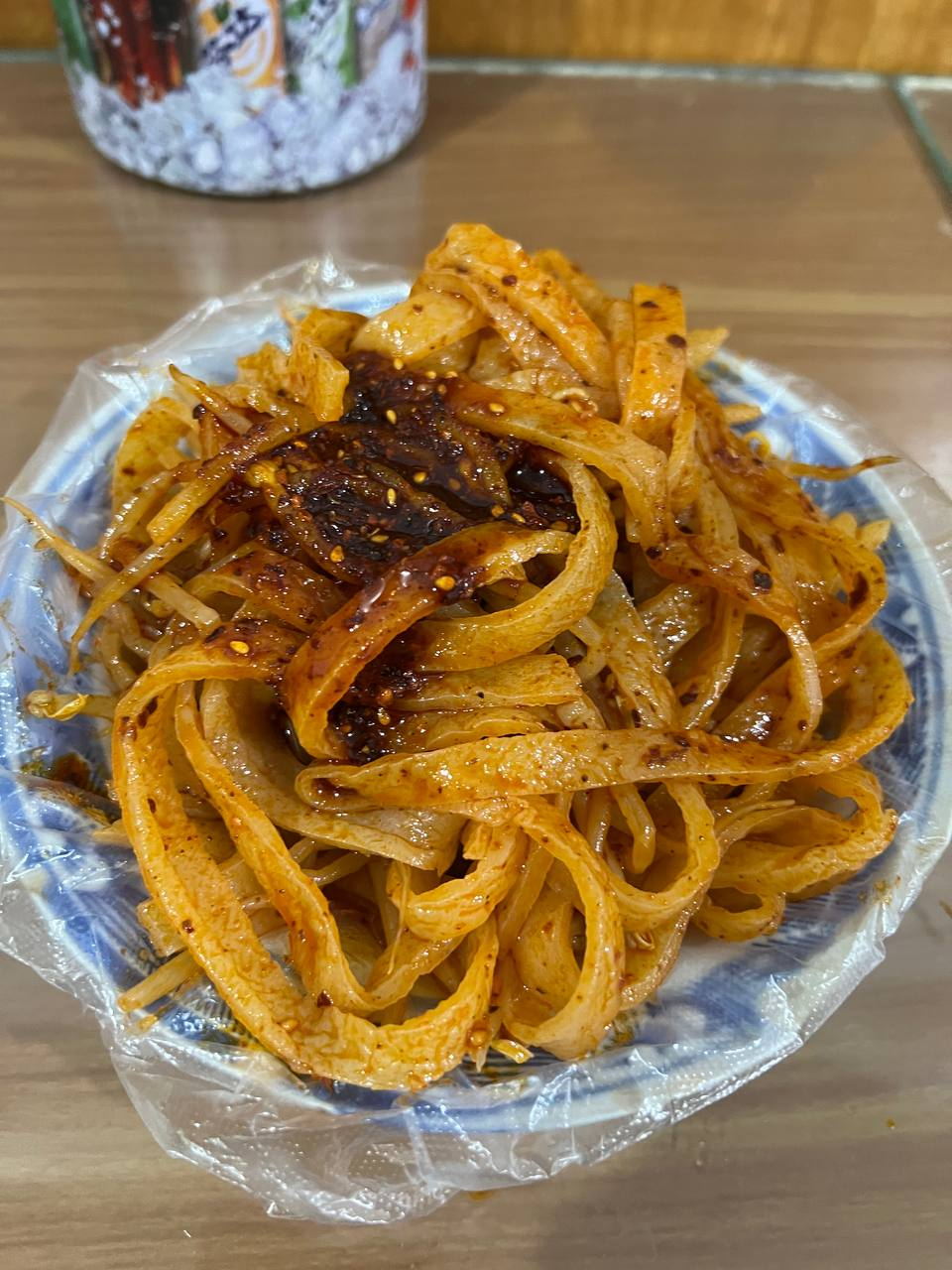
擀面皮

以陕西省宝鸡市岐山县製作的为最佳，河南，山西等地亦有。製作时，先用将小麦粉用水洗，洗出“麵水”，也就是淀粉水，上蒸笼蒸製，然后用擀面杖擀好。调料以当地特别制作的油泼辣子为主，并辅以小麦粉洗出的面筋，蛋白质含量较高，擀面皮的麵筋丝和蒸麵皮不同，在于“上上”用水煮，而非上笼蒸，煮熟后，然后用手撕开，在小锅（有锅无灶）内调拌均匀。其主要特点是凉皮表面有凹坑，可以掛住辣椒油，麵筋筋道有嚼劲，起到肉的作用。
岐山麵皮种类繁多，分为擀、蒸、烙多种。
相传康熙年间，岐山城北八亩沟村民王同仁在御膳房专做面皮，因用面粉制作，又是京城御膳，故称“御京粉”。王同仁年老还乡后，专事经营面皮小吃，逐渐传播关中，成为宝鸡名吃。
除以上各具风味的凉皮之外，还有扶风县的烙麵皮、汉中的魔芋凉皮、黑米凉皮、陕北绿豆凉皮、汉中熱麵皮等，台湾则夏冬天都有贩售小吃米苔目，鹹甜冰热皆有，米粉制成品，随顾客喜好点选现作。

## 凉皮和米皮的区别
有许多人会把凉皮和米皮弄混，认为凉皮和米皮是一种食物。但其实凉皮和米皮不是一种食物，他们制作用的原材料也有区别。也有观点认为米皮是凉皮的一种。